# 梳士巴利花園

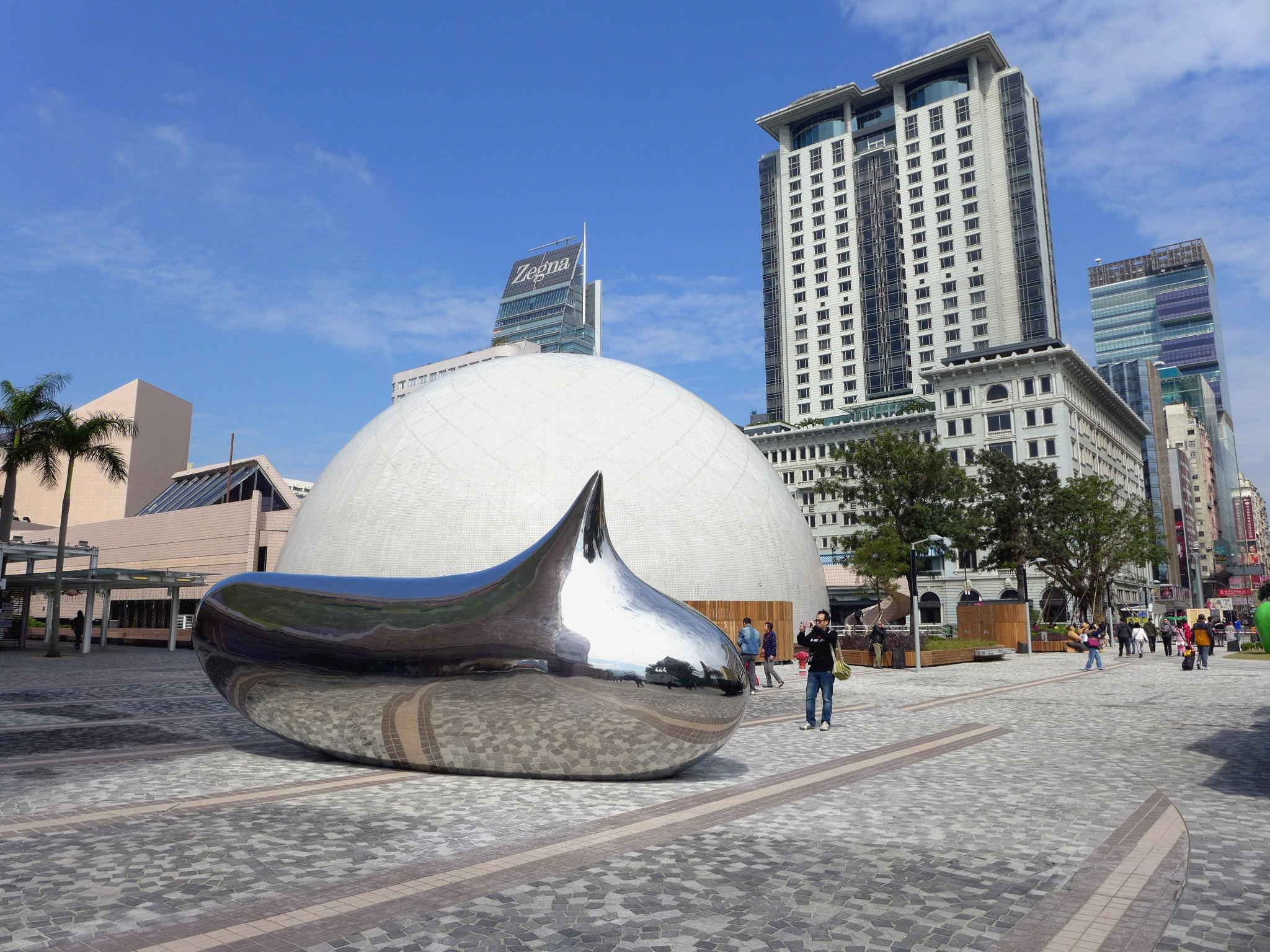
2014年梳士巴利花園藝術廣場首個戶外藝術展覽「天、地、人──香港藝術展覽」，其中一個大型雕塑作品《水滴》

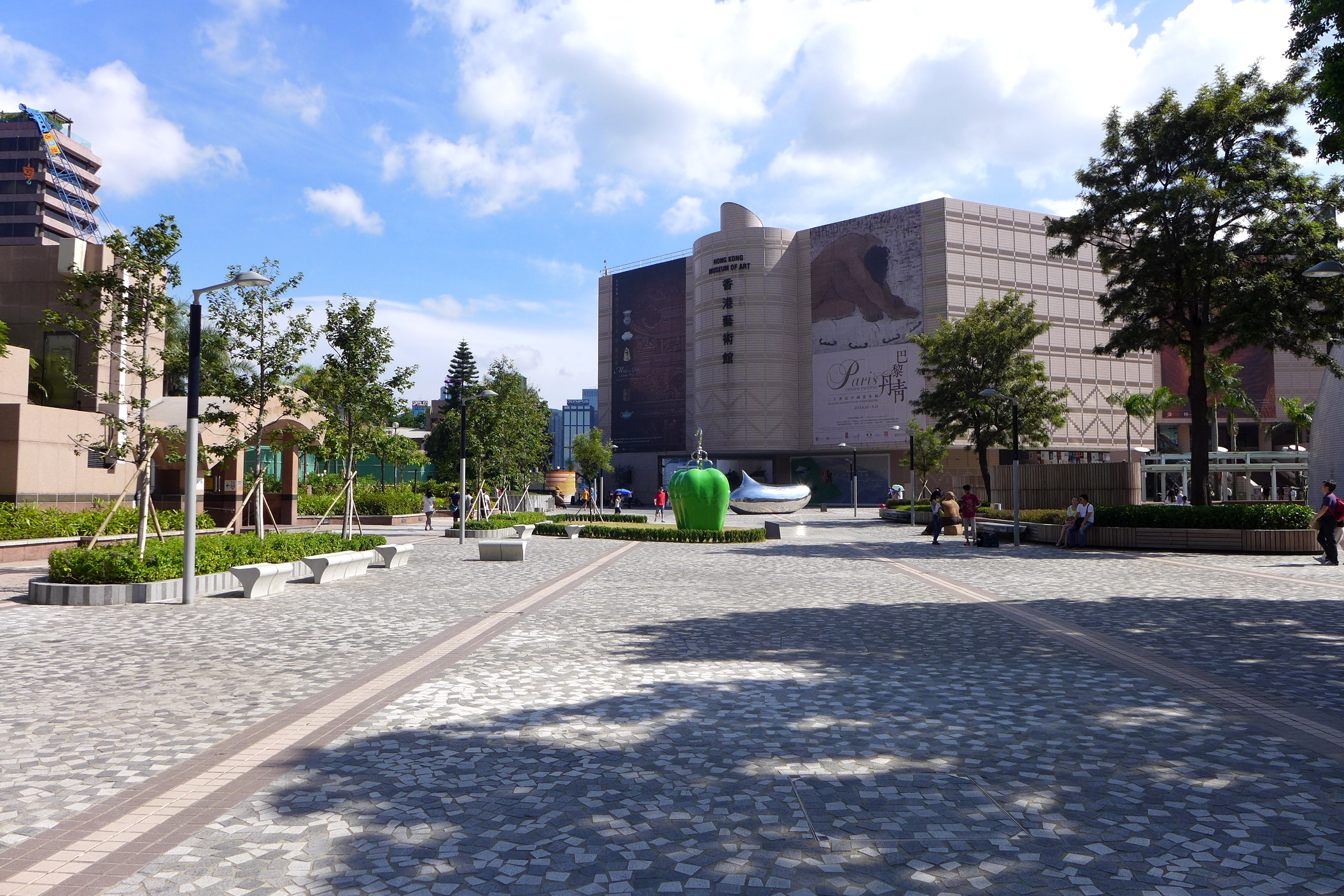
從正門望向藝術廣場

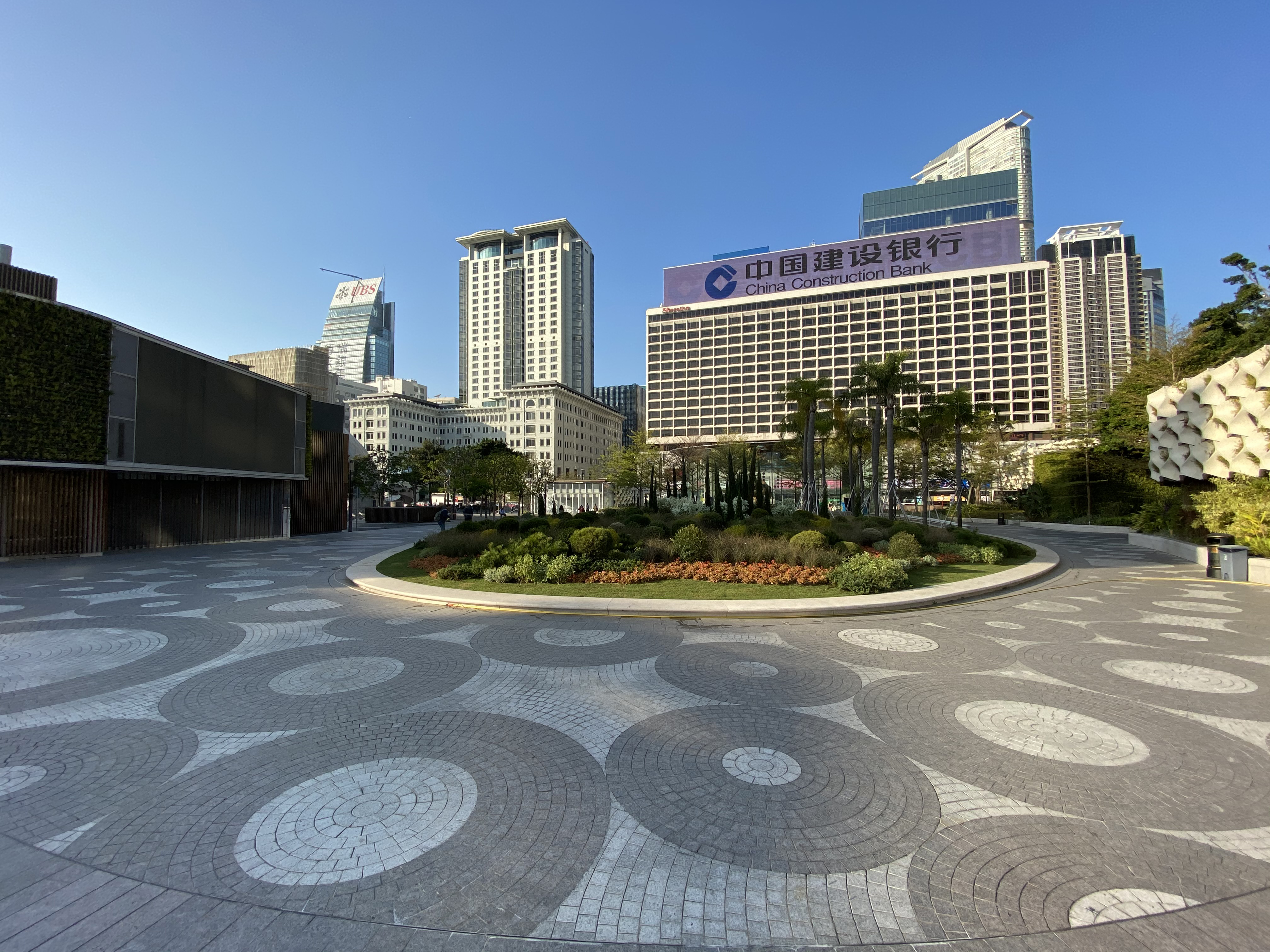
花園草坪

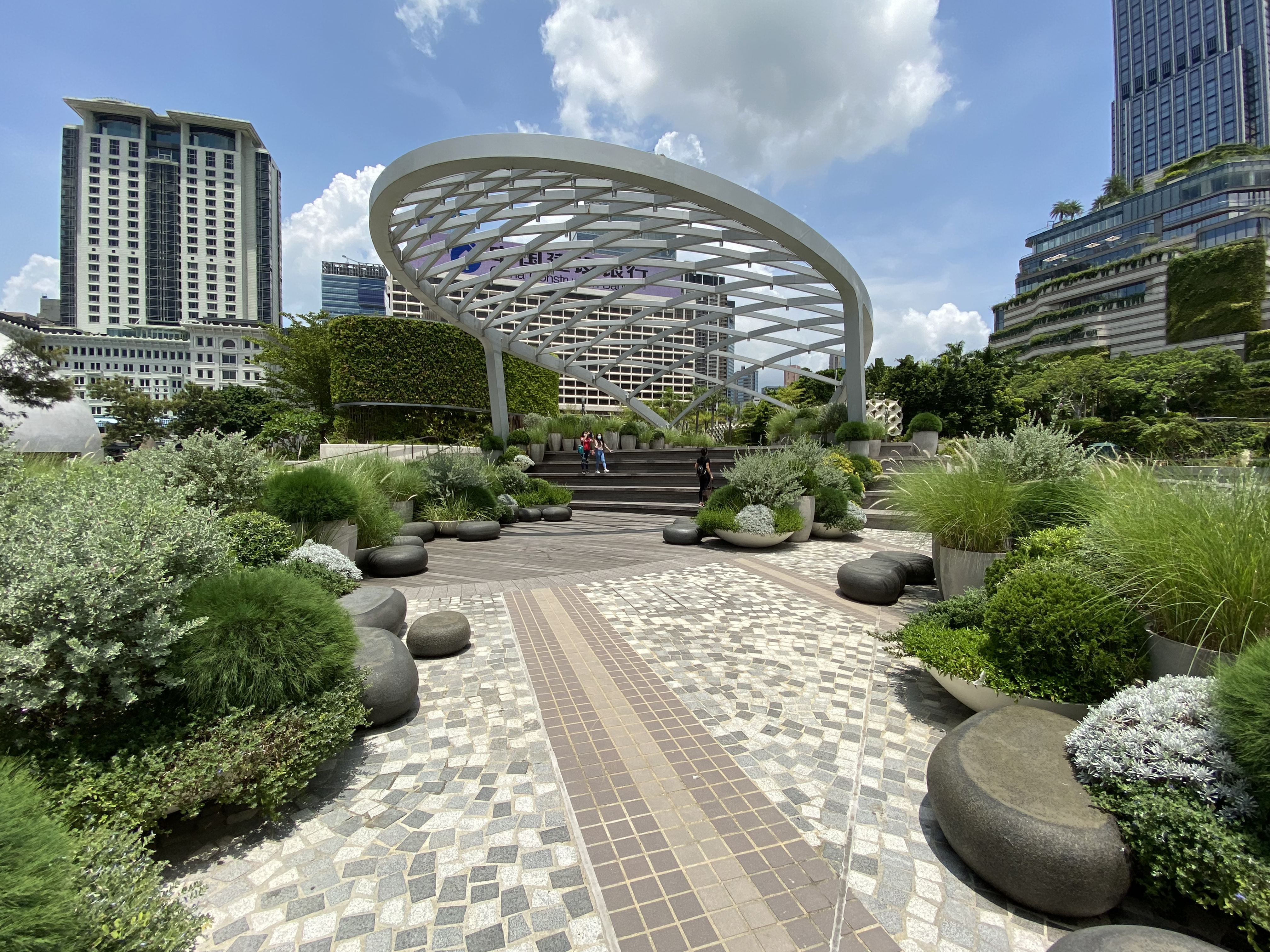
海濱階梯

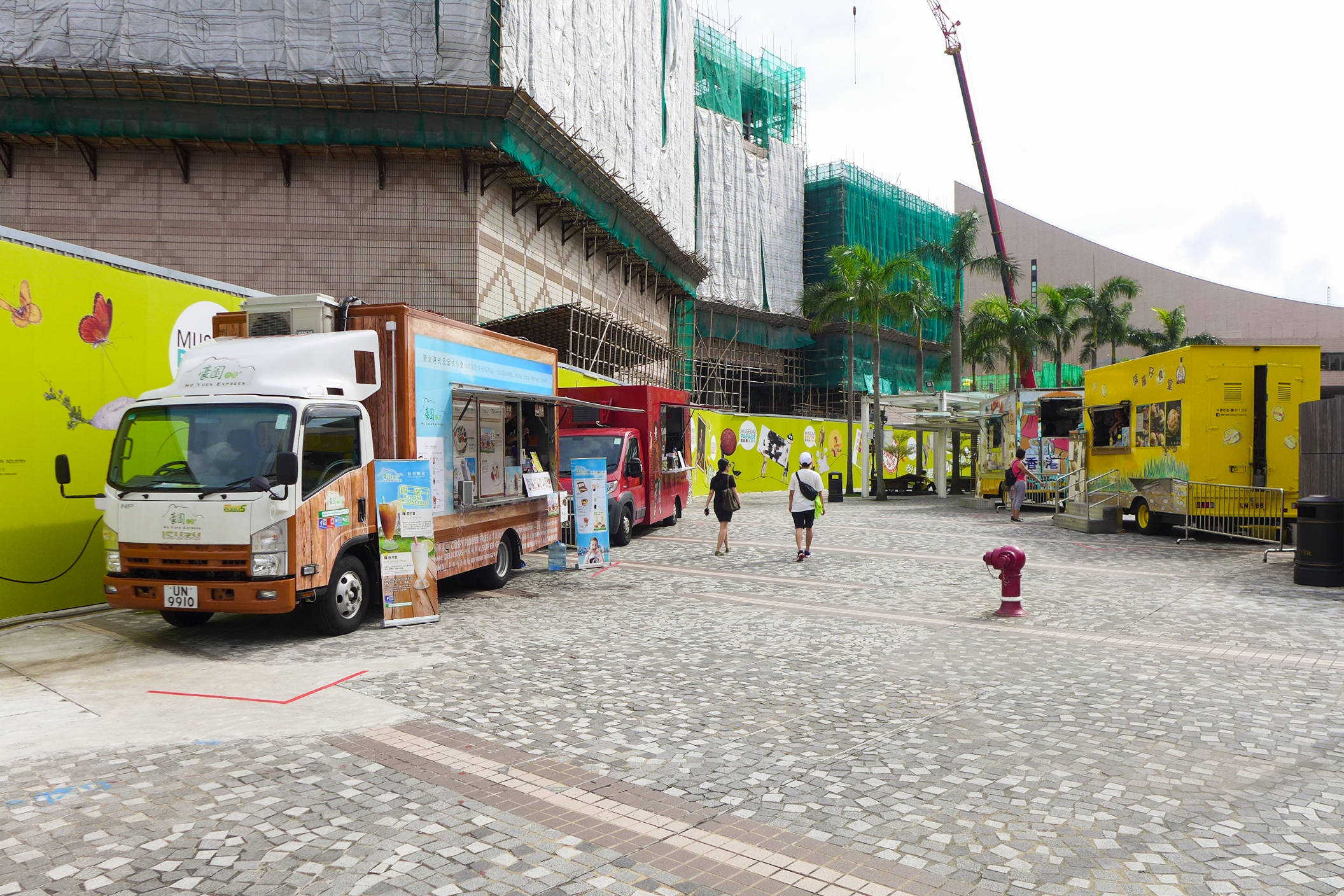
美食車在廣場內營運，不過附近不設餐桌讓市民享用

梳士巴利花園（英語：Salisbury Garden），位於香港九龍油尖旺區尖沙咀梳士巴利道名店城上蓋，於1997年5月落成，於2014年2月22日起，近香港藝術館範圍改稱為梳士巴利花園藝術廣場。

## 歷史
2003年，香港藝術發展局與新世界發展攜手合作，計劃重新規劃梳士巴利花園，並且額外興建1層提供約3萬平方呎的物業，作為藝術展覽用途及表演場地，室外及建築物頂部則作為休憩及露天展覽等用途；預計於2006年落成。城市規劃委員會考慮到有關建議可以與尖沙嘴未來多項旅遊項目配合，包括星光大道、1881及尖沙咀天星碼頭等，故此批准該幅土地改變用途。然而，計畫最終擱置。

### 更改為花園藝術廣場
2012年，康樂及文化事務署計劃為尖沙咀文化建築群（香港太空館、香港文化中心及香港藝術館）的主要設施進行短期及長遠的改善計劃，梳士巴利花園被納入計劃中，計劃將其面積由佔地1,200平方米倍增至佔地2,800平方米，增加休憩空間達120%，包括增添林蔭及綠化帶，提升在該處對海濱的能見度，及將原有廣場部份改建成為藝術廣場，用以定期舉辦視覺藝術、音樂表演及其他文化活動，作為陳列香港藝術家創作的藝術品（包括雕塑）場地，每3季至1年更換一次，於2014年展示出首批展覽品，主題為圍繞中國傳統變奏、城市與自然及當代精神與視野。此外，梳士巴利花園將會用作舉辦音樂表演及戶外文化及康樂活動等等。同時，計劃改善由梳士巴利花園至香港星光大道的行人通道等等。項目於2012年8月動工，拆除了原來位於梳士巴利花園入口的羅馬柱式門樓、香港藝術館館前的花槽及連接至停車場的有蓋行人通道，重新鋪設地磚，並且添加草地，以擴闊空間及加強美感。
2014年2月22日，原址以梳士巴利花園藝術廣場名稱重新啟用，由民政事務局常任秘書長楊立門、油尖旺區議會文化藝術活動統籌委員會主席葉傲冬、藝術博物館諮詢委員會主席羅榮生、康樂及文化事務署署長馮程淑儀和建築署副署長鄧文彬主持落成暨展覽開幕儀式；與此同時，舉辦戶外藝術展覽──「天、地、人──香港藝術展覽」，展示3位香港藝術家甘志強、李展輝及李慧嫻特別為梳士巴利花園藝術廣場創作的大型雕塑作品──《大蘋果》、《水滴》及《心滿意足》。
2014年11月29日起至2015年6月30日舉行「築‧動＠藝術廣場」展覽，展出兩組全新作品。其一為建築師兼藝術家嚴迅奇創作的大型裝置藝術《建竹2014》，另外一組則是本地藝術組合CoLAB和非常香港構思的《C.卡車》。

### 第二期工程

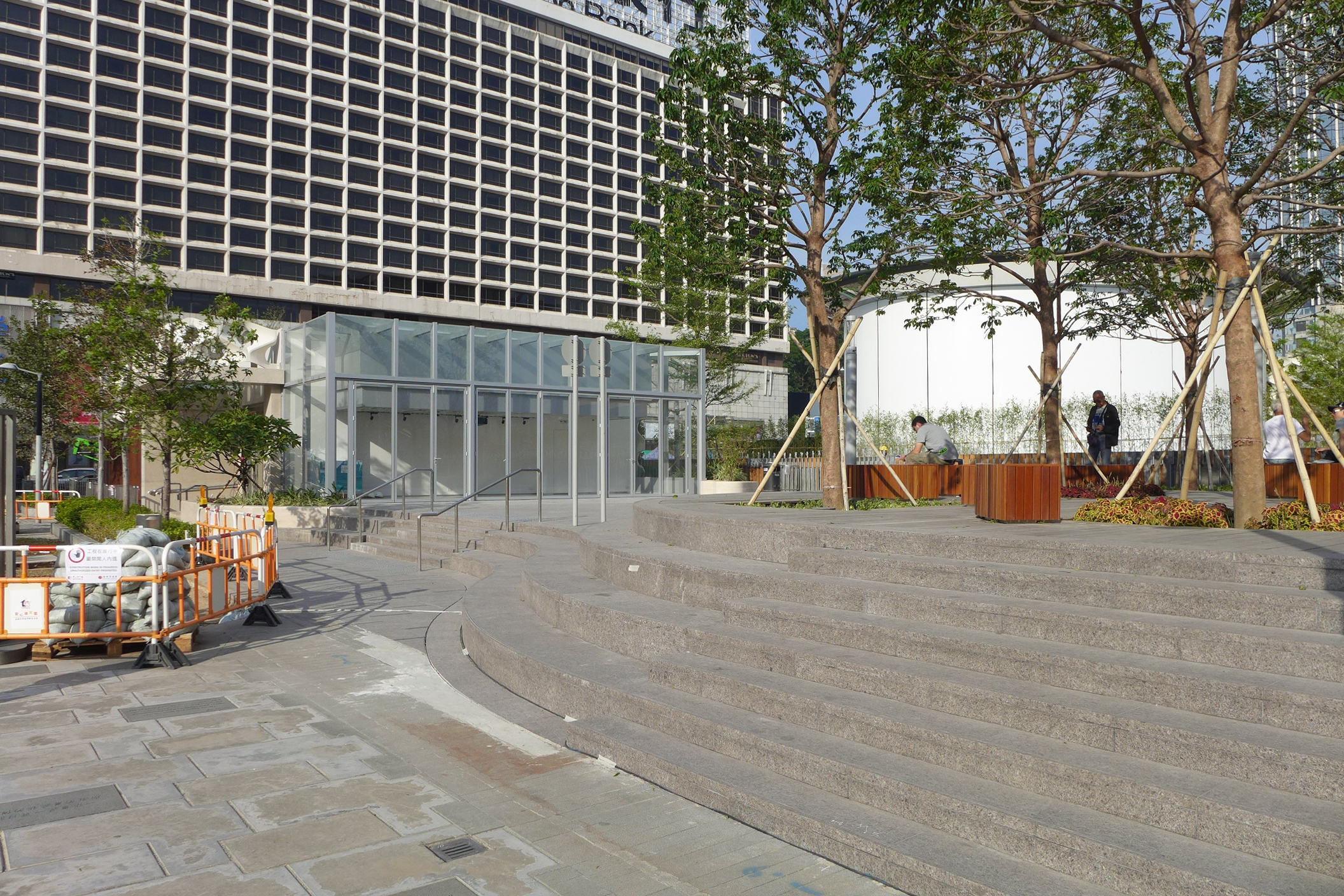
一口設計工作室的作品「樹屋」木椅

因應名店城拆卸重建，部分花園範圍在2014年亦關閉並進行重建。重建工程在2017年10月底至12月分階段完成，並在12月8日正式重開。花園由世界著名園境建築師James Corner及Speirs & Major設計。約1,000平方呎的公廁「茅室」由本地年青設計團隊laab設計，內部設計充滿懷舊感，以馬賽克形式將尖沙咀1950-60年代的面貌重現眼前。每一個廁格門背後也有一則圖像故事，紀錄香港茅廁不同時代的形態。洗手間更會播放流水與雀鳥的錄音。公廁在2018年獲得2018日本Good Design Award（グッドデザイン賞）。
海濱花園讓市民與遊客可欣賞維港景色，設施包括中央草坪、環形小徑、活動平台、海濱階梯、綠化外牆及噴泉。

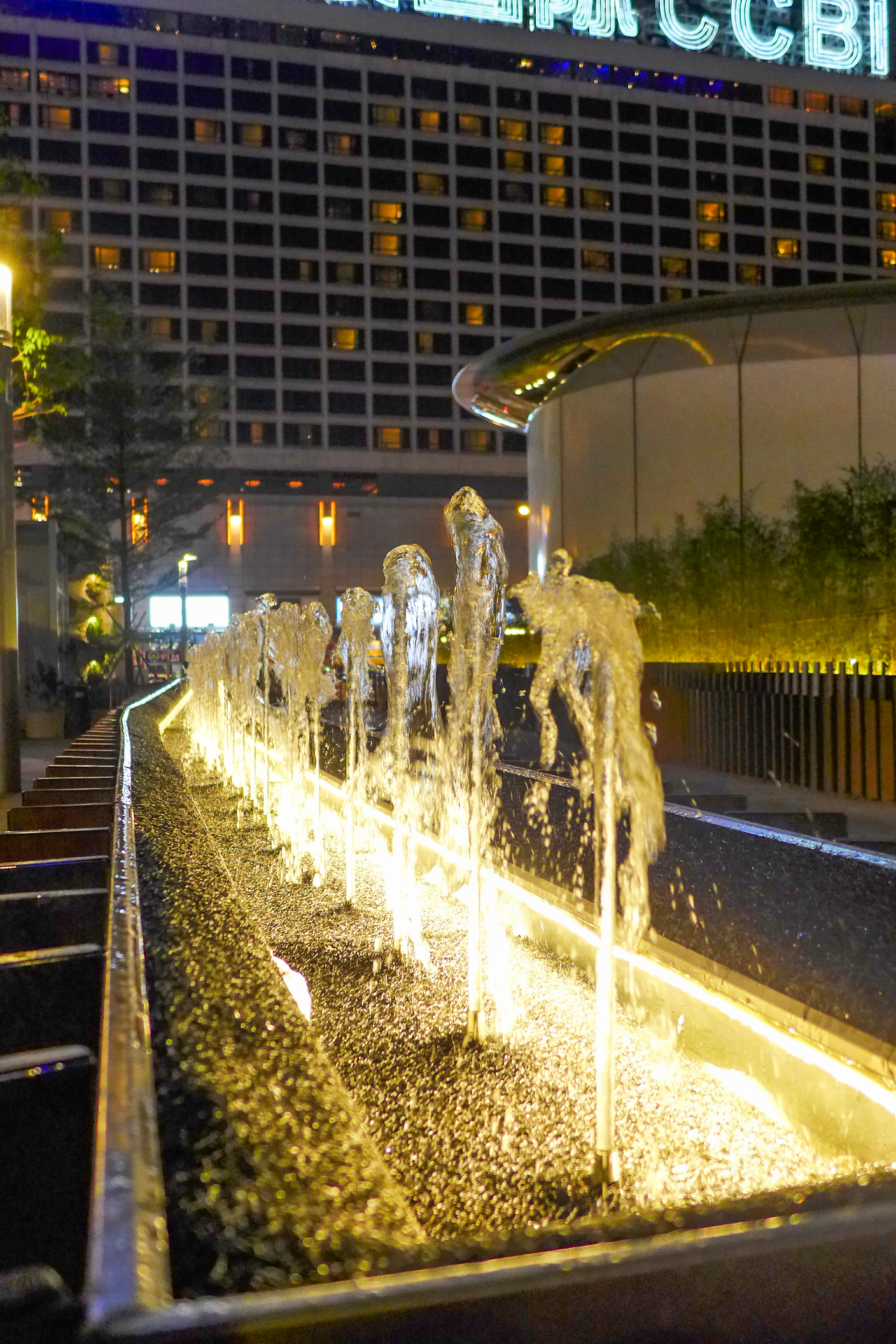
噴泉（已經拆除）
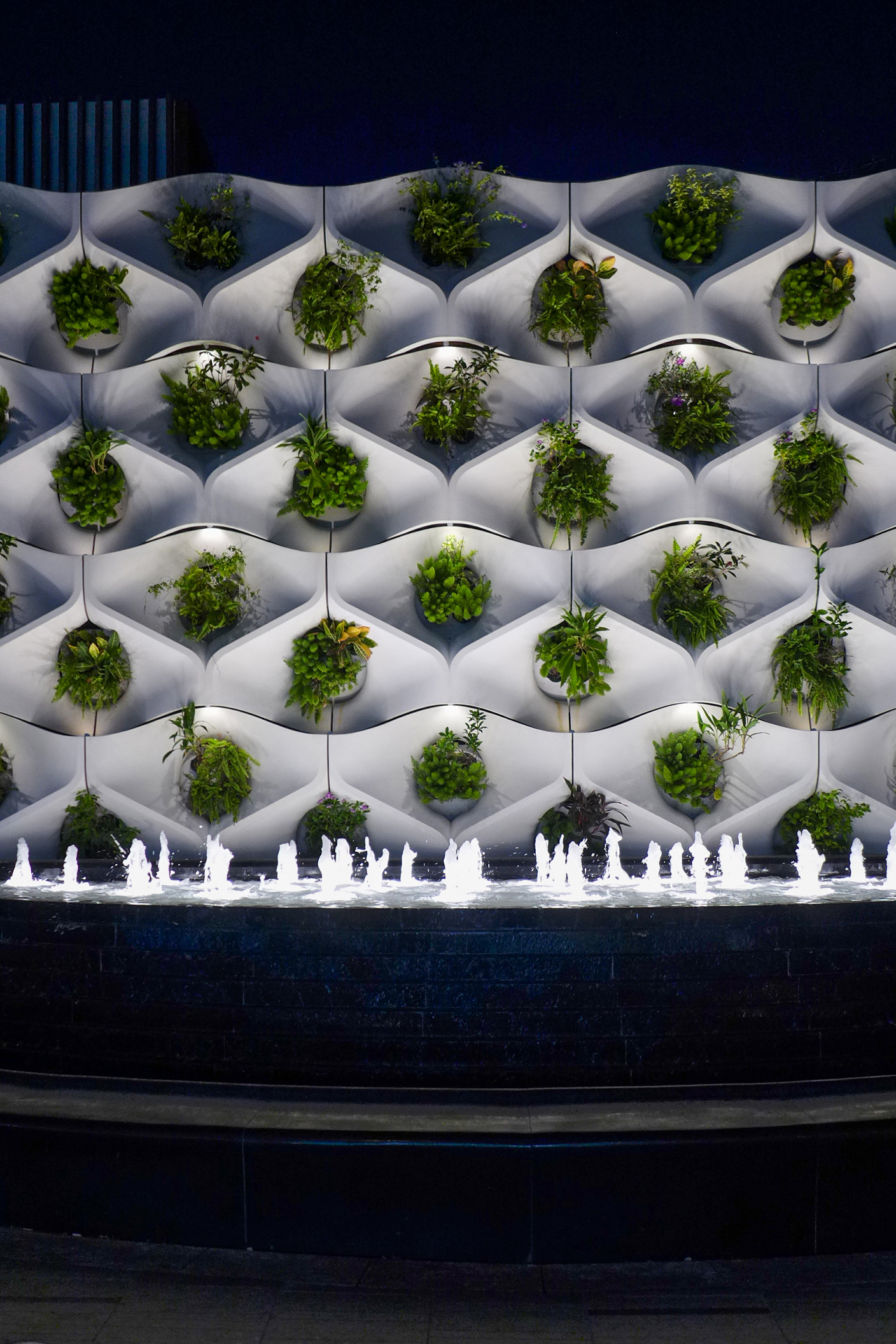
花園綠牆
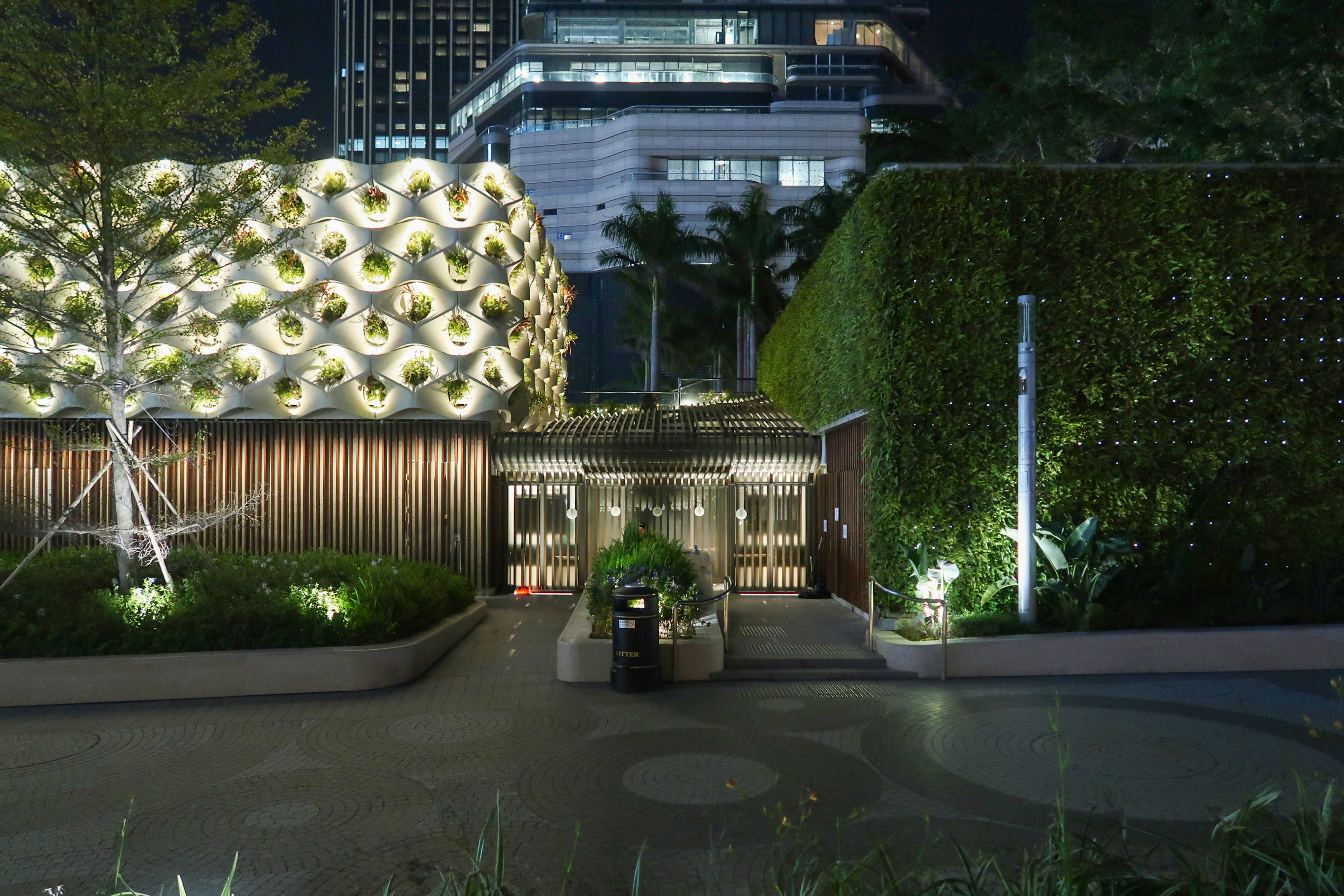
洗手間「茅室」外貌
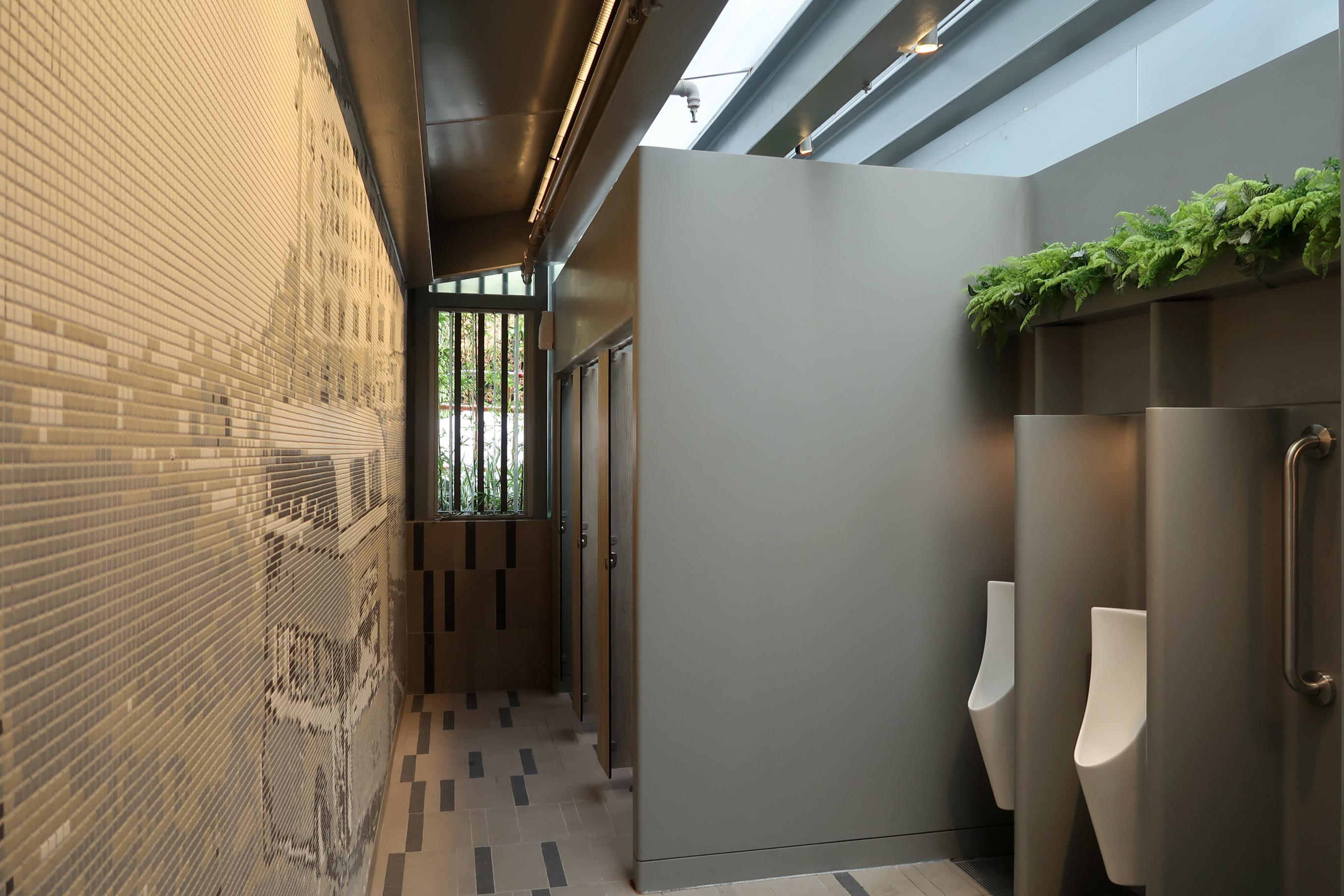
洗手間「茅室」內以尖沙咀的歷史文化為靈感

## 鄰近
- 星光大道 (香港)
- 香港太空館
- 香港文化中心
- 香港藝術館
- 香港喜來登酒店
- 半島酒店
- Victoria Dockside
- K11 MUSEA
- 香港洲際酒店

## 圖集

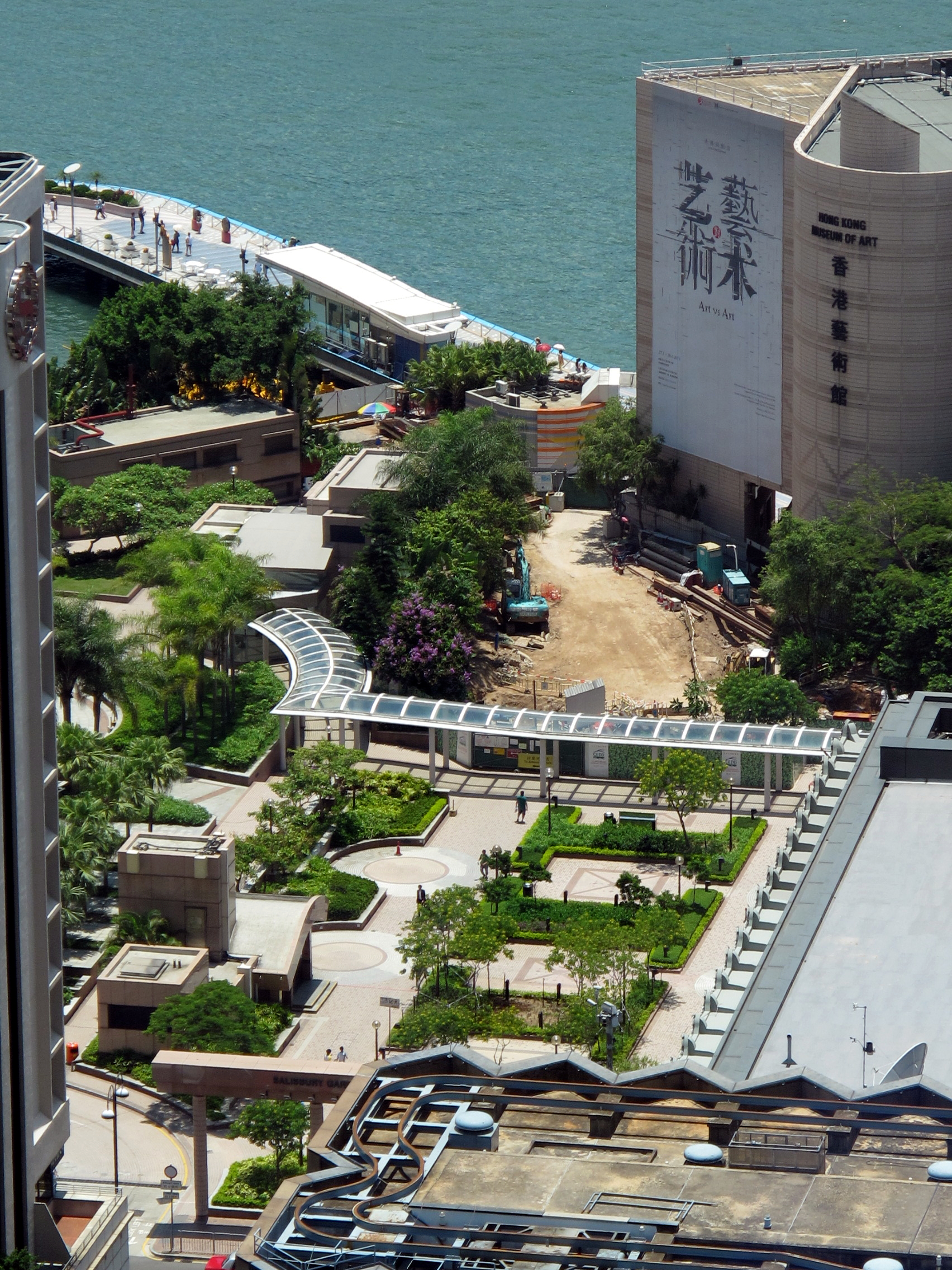
遠眺梳士巴利花園（於2011年8月拍攝）
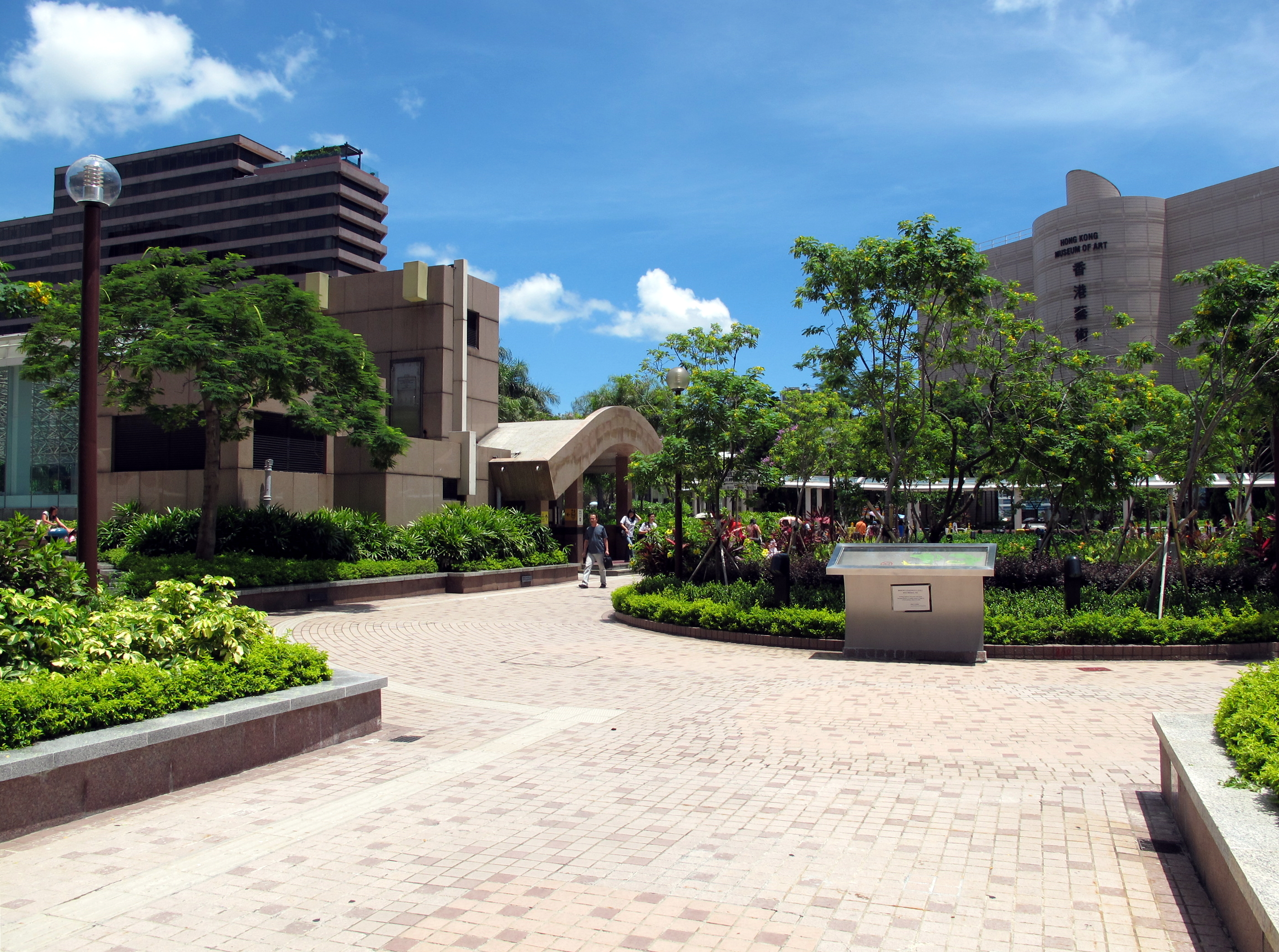
入口（於2010年7月拍攝）
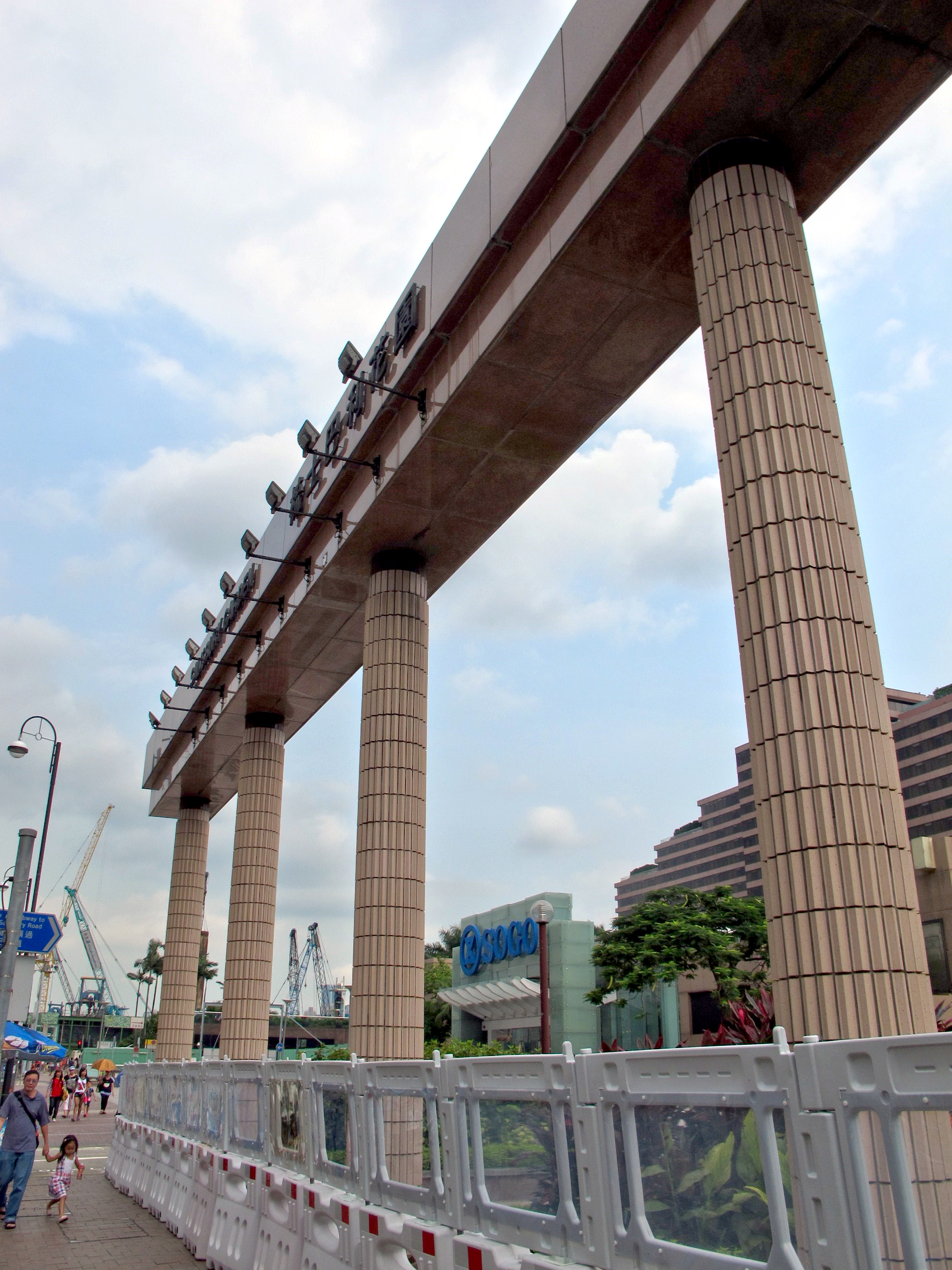
入口處的羅馬柱式門樓（於2013年9月拍攝）
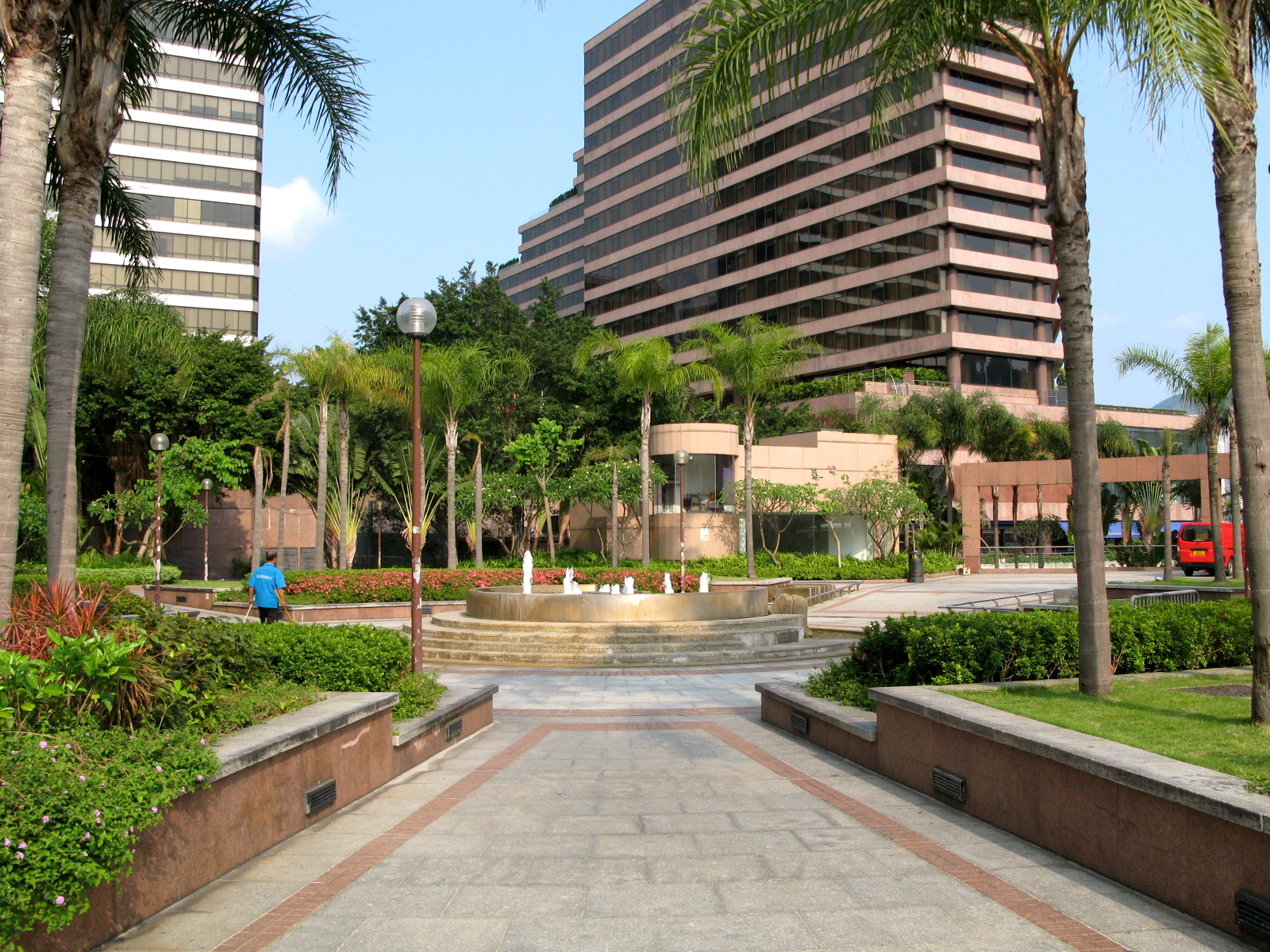
水池（於2009年5月拍攝）
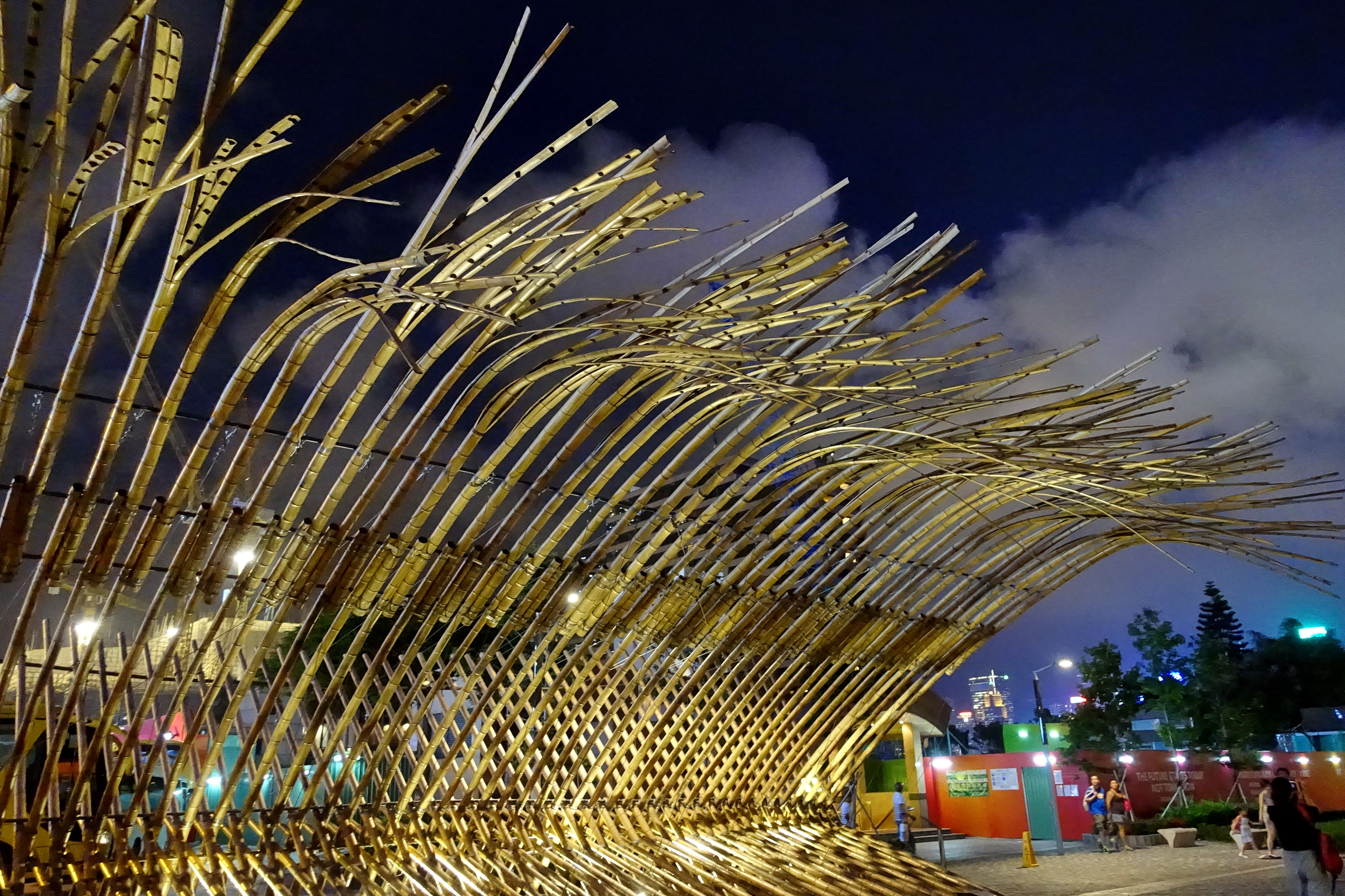
「築‧動＠藝術廣場」展覽其中一個大型雕塑作品《建竹2014》（於2015年5月拍攝）
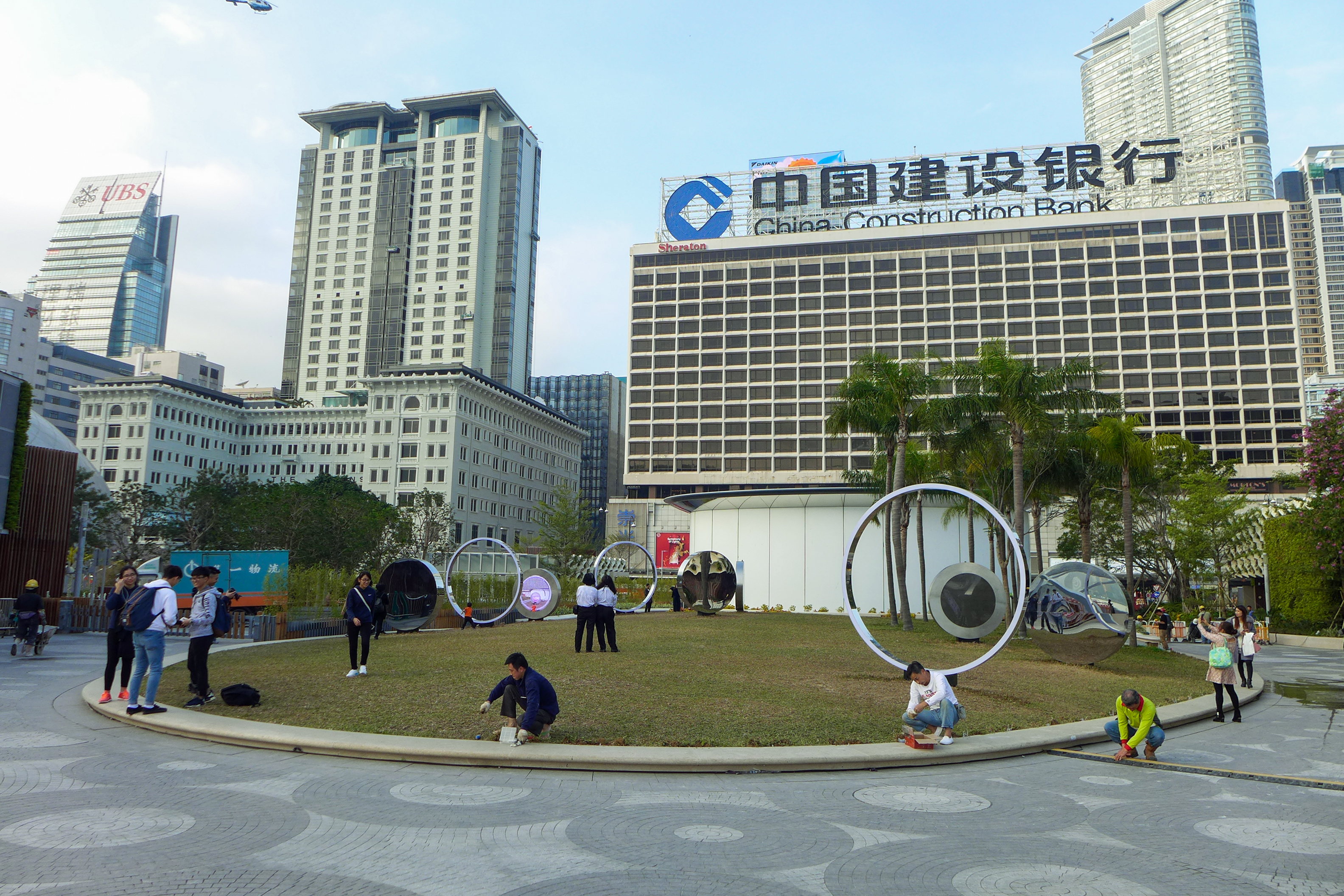
中央草坪擺放香港藝術家洪強的作品「大觀圓」（於2017年12月拍攝）